# Institut für Energie
Das Institut für Energie (IE) ist eines der sieben Institute der Gemeinsamen Forschungsstelle, einer Generaldirektion der Europäischen Kommission, mit Sitz im niederländischen Petten.
Das Institut beschäftigt (Stand 2025) ca. 230 Mitarbeiter und wird von Piotr Szymánski geleitet.

## Tätigkeit
Das Institut für Energie unterstützt auf EU-Ebene die Entscheidungsträger verschiedener Generaldirektionen mit wissenschaftlicher und technischer Beratung in den Bereichen Energie, Umweltschutz, Sicherheit und Nachhaltigkeit. Im Rahmen des EURATOM-Vertrages schlossen die Niederlande und die damalige EURATOM-Kommission 1961 den Vertrag zur Gründung des europäischen Forschungszentrums, das 1962 in Petten eröffnet wurde. Es übernahm den im Jahr zuvor in Betrieb gegangenen Hochflussreaktor für Materialforschung, der heute vor allem zur Produktion medizinischer Isotope verwendet wird.
Bis in die 1980er Jahre firmierte das Forschungszentrum als  Institut für Neue Materialien.
Heute entwickelt und verbreitet das Institut für Energie naturwissenschaftlich-technisches Wissen zu ausgewählten Sicherheitsthemen zur Unterstützung der EU-Strategie für nukleare Sicherheit. Im nichtnuklearen Bereich unterstützt es die EU-Strategie zur Sicherheit der Energieversorgung, besonders in den Bereichen Effizienz, Sicherheit, Umweltverträglichkeit und Wasserstoffnutzung. Als Resultat seiner Nuklearaktivitäten verfügt das Institut zudem über nuklearmedizinische Kompetenz. Zur Unterstützung der EU-Programms für öffentliche Gesundheit werden daher medizinische Anwendungen der Kerntechnologie zu diagnostischen und therapeutischen Zwecken entwickelt.

## Angeblicher Zwischenfall im Forschungsreaktor
Laut Bericht des vormaligen IE-Direktors Frans Saris soll es am 16. November 2001 beim oben erwähnten Hochflussreaktor einen offiziell verschwiegenen Störfall (englisch Station Blackout = totaler Stromausfall) gegeben haben, bei dem man nur knapp vor einer Kernschmelze stand. Durch einen Ausfall der externen Stromversorgung waren plötzlich die Pumpen ohne Strom, welche der Reaktor-Kühlung dienen. Danach sei auch die Notstrom-Versorgung ausgefallen, und die Operateure hätten aufgrund der ungenügenden Stromversorgung auch große Mühe gehabt, eine Armatur, die der passiven Notstands-Kühlung dient, zu öffnen.
Der LFR-Reaktor wurde laut einem Bericht des Bundesamts für Strahlenschutz aus dem Jahr 2014 bereits im Jahr 2010 endgültig abgeschaltet. Die Brennelemente wurden zwischenzeitlich entfernt.
Der Hochflussreaktor (HFR) bleibt am gleichen Standort in Betrieb und sollte im Jahr 2024 durch einen neuen Mehrzweck-HFR vom Typ Pallas ersetzt werden. Im Jahr 2025 ist der neue Reaktor weiterhin im Bau.